# 飯尾和樹のずん喫茶
『飯尾和樹のずん喫茶』（いいお かずきのずんきっさ）は、BSテレ東（2K・4K）で放送されている、タイトル通り喫茶店を題材にした紀行番組・ドキュメンタリー番組であり、飯尾和樹（ずん）の冠番組。
デジタルテレビやスマホアプリ等の電子番組表では「飯尾和樹の『ずん喫茶』」と二重鉤括弧付きで表記される。

## 概説
喫茶店をこよなく愛するタレント、飯尾和樹（ずん）が、気になる喫茶店を訪れ、入店から退店までを独自目線で楽しむ番組。タイトルの『ずん喫茶』とは「ずん」と「純喫茶」をかけたものである。
30分の番組内に原則として2軒の喫茶店を紹介する。

番組の流れとしては、飯尾がまず店の外観や内装、喫茶店を始めた（もしくは受け継いだ）経緯や昔の店の様子、時には店主夫妻の馴れ初め等について、店主が用意した昔の写真を見ながら話を聞く。客がいる場合は客にも話を聞くことがある。その後飯尾が店主のお勧め等を聞きながら注文（基本的にフードメニューとドリンク各1品ずつ）し、飲食して味の感想を話す。最後に番組のロゴがプリントされたオリジナルのコーヒーカップの余白に飯尾が油性ペンでメッセージを書き、「勝手ながら『ずん喫茶』に認定です」と言いながら店主に進呈する。ナレーションは一切無く、文字スーパーでの説明と飯尾やお店の方々のコメントフォローのみ表示する。
番組内ではほぼ全編を通してオールディーズの音楽がBGMとして使用されており、テーマ音楽はバディ・ホリーの『Maybe Baby』である。前提供と後提供のBGMには『It's So Easy』が使用されている。
2021年10月17日～11月14日に日曜17時台（17:00 - 17:30）にて4回限定シリーズとして放送され、好評を博したため2022年1月9日～3月27日に同枠にて1クール限定で復活。そして、2022年4月9日（8日深夜）より土曜日0時台（金曜日24時台）にて正式にレギュラー放送が開始された。
BSテレ東の他、地上波の一部地域でも番組販売の形で放送されている。
レギュラー放送開始2年目となる2023年4月15日からは、土曜日22時台に放送枠が変更された。
レギュラー枠で過去回を再放送する際のタイトルは『飯尾和樹のずん喫茶 おかわり、いかがですか？』としている。
2022年10月1日には、初の特番『飯尾和樹のずん喫茶～コーヒーの日SP～』を放送し、初めての関西ロケで京都にある喫茶店を訪れた。
2022年12月31日放送の『飯尾和樹のずん喫茶〜大みそかSP』では初めてゲストを招き、放送時間も25分拡大した。
2023年4月29日放送の『飯尾和樹のずん喫茶〜昭和の日SP』では、初めて大阪にある喫茶店を訪れた。
星野源や春日俊彰（オードリー）、土田晃之など業界内にも『ずん喫茶』のファンが多いことでも有名。
星野は初期のパイロット版時代に、自身のラジオ番組で『ずん喫茶』を紹介。TVerのマイリストに入れていることを公言し、話題になった。
春日はラジオや『あちこちオードリー』の中で番組を「毎週予約録画して楽しみにしている！」と熱く語り、ゲストだった飯尾を照れ笑いさせたこともある。
2023年12月31日には２年連続となる『飯尾和樹のずん喫茶〜大みそかSP』を放送した。北海道・札幌編と東京編の２部構成で、東京編のゲストには番組の大ファンであるオードリー春日が登場し、飯尾と喫茶店を巡った。
2024年2月24日に放送予定だった「本八幡」は、『世界卓球2024』の中継延長によって休止となり、3月16日に放送された。
2024年10月6日から、放送日時が毎週日曜日の17:45からに変更された。
2024年12月31日には３年連続となる『飯尾和樹のずん喫茶〜大みそかSP』を放送した。長崎編と東京編の２部構成で、東京編のゲストには飯尾の大ファンである佐藤栞里が登場し、飯尾と東京の老舗喫茶店を巡った。
なお、この時に行った練馬区の喫茶アンで東京23区制覇を達成した。

## 放送リスト

### パイロット版
日曜日　17:00 - 17:30
| パイロット版（2021年10月17日 - 2022年3月27日） | パイロット版（2021年10月17日 - 2022年3月27日） | パイロット版（2021年10月17日 - 2022年3月27日）          | パイロット版（2021年10月17日 - 2022年3月27日）                                      | パイロット版（2021年10月17日 - 2022年3月27日）                         |
| No.                                            | 放送日                                         | サブタイトル                                            | 訪問した店                                                                          | 備考                                                                   |
| 2021年 第1シリーズ                             | 2021年 第1シリーズ                             | 2021年 第1シリーズ                                      | 2021年 第1シリーズ                                                                  | 2021年 第1シリーズ                                                     |
| ---------------------------------------------- | ---------------------------------------------- | ------------------------------------------------------- | ----------------------------------------------------------------------------------- | ---------------------------------------------------------------------- |
| 1                                              | 10月17日                                       | 浅草エリアの老舗喫茶店でペッコリ!                       | デンキヤホール（つくばエクスプレス浅草駅） 珈琲オンリー（つくばエクスプレス浅草駅） | 【OP】雷門の前 【アンコール】2021年11月30日（17:58 - 18:25）           |
| 2                                              | 10月24日                                       | ＜神田エリア＞の素敵な喫茶店でゴロゴロ～!               | ラドリオ（神保町駅） 珈琲ショパン（淡路町駅）                                       | 【OP】神田神保町古書店街 【アンコール】2021年12月19日（17:00 - 17:30） |
| 3                                              | 11月7日                                        | ＜上野エリア＞のこだわり喫茶店でホッコリ～!             | 古城（上野駅） ダンケ珈琲店 上野4丁目店（御徒町駅）                                 | 【OP】上野駅前 【アンコール】2022年1月10日（0:35 - 1:05）              |
| 4                                              | 11月14日                                       | ＜銀座＞でジョン・レノンの思い出コーヒーにキュン        | アメリカン（東銀座駅） Flor de café 樹の花（東銀座駅）                              | 【OP】銀座四丁目交差点 【アンコール】2022年1月16日（0:35 - 1:05）      |
| 2022年 第2シリーズ                             |                                                |                                                         |                                                                                     |                                                                        |
| 5                                              | 1月23日                                        | ＜新宿＞のこだわりマスターの喫茶店でニッコリ～!         | カフェアルル（新宿三丁目駅） 自家焙煎珈琲 凡（東京メトロ丸ノ内線新宿駅）            | 【OP】新宿駅前東口広場 【アンコール】2022年5月28日（0:00 - 0:30）      |
| 6                                              | 2月6日                                         | ＜高田馬場＞のフルーツパフェにはロマンがいっぱい!       | 喫茶ロマン（高田馬場駅） 喫茶プランタン（早稲田駅）                                 | 【OP】高田馬場駅前 【アンコール】2022年6月25日（0:00 - 0:30）          |
| 7                                              | 2月13日                                        | ＜吉祥寺＞の絶品カレー＆7色クリームソーダにビックリ!    | COFFEE HALL くぐつ草 ゆりあぺむぺる                                                 |                                                                        |
| 8                                              | 2月19日                                        | ＜阿佐ヶ谷＞の老舗喫茶店はワッフルもサックサク～!       | gion 黒猫茶房                                                                       | 2日連続放送（土曜日の同じ時間帯）                                      |
| 9                                              | 2月20日                                        | ＜蒲田＞のこだわりハンバーグはマスター夫婦の優しさの味! | 喫茶 チェリー テラス・ドルチェ                                                      | 2日連続放送                                                            |
| 10                                             | 3月6日                                         | ＜大井町＞の笑顔あふれる懐かしピザトーストがトロ～リ!   | カフェ ムジカ（青物横丁駅） ごいた喫茶マーブル（青物横丁駅）                        | 【OP】大井町駅前 【アンコール】2023年1月21日（0:30 - 0:59）            |
| 11                                             | 3月27日                                        | ＜十条＞の仲良し夫婦の甘味喫茶でペッコリ!               | だるまや餅菓子店 カフェ・ハーモニー                                                 | 【OP】十条銀座 【アンコール】2023年1月28日（0:00 - 0:30）              |

### レギュラー放送

#### 土曜日 0:00 - 0:30 時代
| 2022年 | 2022年   | 2022年                                                   | 2022年                                                             | 2022年 |
| No.    | 放送日   | サブタイトル                                             | 訪問した店                                                         | 備考 |
| ------ | -------- | -------------------------------------------------------- | ------------------------------------------------------------------ | --- |
| 1      | 4月9日   | ＜赤羽＞のフルーツサンドには思い出がギッシリ!            | プチモンド 純喫茶 デア                                             | 【テレビ東京】2022年9月18日（12:25 - 12:54）                                                               |
| 2      | 4月16日  | ＜押上＞のナポリタンはマスターの真心が決め手!            | 純喫茶 マリーナ 季節の生ジュースとくるみパンの店 カド              | 【OP】東京スカイツリー付近                                                                                 |
| 3      | 4月23日  | ＜金町＞の絶品ナポリホットサンドに笑顔でウマい～!        | 純喫茶 シャレード 珈琲達磨堂                                       | |
| 4      | 5月7日   | ＜門前仲町＞のオムハヤシは"美味しさ大気圏突破"           | パディントン 江戸深川珈琲本舗                                      | 【OP】門前仲町交差点                                                                                       |
| 5      | 5月14日  | ＜横浜・関内＆山手＞のこだわり紅茶にペッコリ!            | 喫茶SKYLEI（関内駅） 喫茶 エレーナ（石川町駅）                     | 【OP】港の見える丘公園 初の東京以外でのロケ。                                                              |
| 6      | 5月21日  | ＜横浜・伊勢佐木町＆黄金町＞のナポリタンがアツウマ～!    | 珈琲の店 コーリン（阪東橋駅） 喫茶TAKEYA（黄金町駅）               | 【OP】伊勢佐木町商店街 【テレビ東京】2022年10月2日（12:25 - 12:54） 【おかわり】2023年5月27日              |
| 7      | 6月4日   | ＜日本橋＞のマカロニグラタンがアッツアツでトロ～リ!      | COFFEE HOUSE 羅苧豆（日本橋駅） 喫茶 寿々（新日本橋駅）            | 【OP】髙島屋日本橋店付近                                                                                   |
| 8      | 6月11日  | ＜赤羽橋＞の飲んだらイイことがある特別コーヒーに笑顔!    | カフェ麻布にしむら ニューらん                                      | 【OP】赤羽橋交差点                                                                                         |
| 9      | 6月18日  | ＜尾久＞のフルーツパーラーはマスターの笑顔でキラッキラ!  | チェリー（荒川遊園地前停留場） フェルメール（東尾久三丁目停留場）  | 【OP】尾久駅前                                                                                             |
| 10     | 7月2日   | ＜本郷＞のじっくり煮込んだ特製"黒カレー"が美味しすぎ!    | 珈琲 金魚坂（本郷三丁目駅） 自家焙煎 珈琲庵（春日駅）              | 【OP】東京大学赤門の前 【おかわり】2023年10月28日                                                          |
| 11     | 7月9日   | ＜自由が丘＞のこだわりコーヒーとシフォンケーキで幸せ!    | カフェ アランチャート（奥沢駅） 茶乃子（自由が丘駅）               | 【OP】自由が丘駅前                                                                                         |
| 12     | 7月23日  | ＜学芸大学＞の煮込みハンバーグは熱々でチーズもトロ～リ   | アレッタ パーラー ゐ恋                                             | 【テレビ東京】2022年9月25日（12:25 - 12:54）                                                               |
| 13     | 8月6日   | ＜原宿＞の紅茶に合うミルフィーユがサックサクで幸せ～!    | 原宿クリスティー カフェ・アンセーニュ・ダングル原宿店              | |
| 14     | 8月13日  | ＜外苑前＞のホットケーキはなんだか懐かしくってホッコリ～ | 川志満 カフェ香咲                                                  | |
| 15     | 8月20日  | ＜新橋＞の名物マスターのこだわりプリンはジャンボ～!      | 喫茶 フジ（新橋駅） コーヒー＆プリン へッケルン（虎ノ門駅）        | 【OP】新橋駅前SL広場 【おかわり】2024年1月20日                                                             |
| 16     | 8月27日  | ＜有楽町＞の元祖・ピザトーストの誕生秘話にビックリ～!    | 珈琲館 紅鹿舎 ストーン 有楽町ビル店                                | |
| 17     | 9月3日   | ＜亀有&綾瀬＞の焼うどんが美味しくって、もうサイコ～!     | クラウン（亀有駅） カフェリサータ（綾瀬駅）                        | 【OP】亀有駅前両さん像の前 【おかわり】2024年2月10日                                                       |
| 18     | 9月10日  | ＜北千住＞の着物姿の女将さんのホットサンドにニッコリ～!  | 喫茶 蔵 千住宿 珈琲物語                                            | |
| 19     | 9月17日  | ＜元住吉＞のご夫婦で作るナポリタンはボリュームたっぷり～ | 喫茶室いーはとーぶ チエリーロード                                  | |
| 20     | 9月24日  | ＜池袋＞のミックスサンドは"50年変わらない"こだわりの味   | セントポールの隣り 珈琲亭 蚤の市                                   | |
| 21     | 10月15日 | ＜新井薬師前＞の具だくさんピザトーストにノックアウト～!  | 蜜蜂 パルム                                                        | |
| 22     | 10月22日 | ＜川崎大師＞でまさかの新鮮"お魚料理"にビックリ～!        | りんでん かんのんちゃま                                            | 【OP】平間寺 【おかわり】2024年6月1日                                                                      |
| 23     | 10月29日 | ＜大森＞の特製カレーとふっくらハンバーガーが美味しすぎ!  | SAM'S（大森海岸駅） 珈琲亭ルアン（大森駅）                         | 【OP】大森駅前                                                                                             |
| 24     | 11月5日  | ＜中延＞のスパゲッティグラタンは熱々でチーズもトロ～リ!  | 喫茶ニュープリンス コーヒーハウス サンタフェ                       | 【おかわり】2024年7月13日                                                                                  |
| 25     | 11月12日 | ＜町屋＞のじっくり煮込んだハヤシライスにロックンロール!  | ファントム コーヒーハウス はまゆう                                 | |
| 26     | 12月3日  | ＜三ノ輪橋＞の生姜焼きが美味しすぎでノンストップ～!      | 白鳥 コーヒーハウスあめみや                                        | |
| 27     | 12月10日 | ＜蔵前＞の焼肉定食は自家製キムチと相性バツグン～!        | オーナーズ 珈琲＆ダイニング ピポット                               | 【OP】厩橋近くの屋形船「駒形」船着き場                                                                     |
| 28     | 12月17日 | ＜御徒町＞の熱々ポークソテーはおろしソースが決め手!      | ファミリースナック ロッキー（新御徒町駅） ぶるっくす（仲御徒町駅） | 【OP】御徒町駅前 2024年8月3日に「東京・下町SP」と題し、新撮「浅草橋」との二本立てで放送（22:30 - 22:54）。 |
| 29     | 12月24日 | ＜赤坂＞の昭和の大スターが愛したサンドウィッチにアポ～!  | 喫茶室まつもと（乃木坂駅） NEW SEM coffee stand（溜池山王駅）      | 【OP】赤坂駅前                                                                                             |

| 2023年 | 2023年  | 2023年                                                   | 2023年                                                   | 2023年                                                  |
| No.    | 放送日  | サブタイトル                                             | 訪問した店                                               | 備考                                                    |
| ------ | ------- | -------------------------------------------------------- | -------------------------------------------------------- | ------------------------------------------------------- |
| 30     | 1月7日  | ＜浅草＞の特製プリン＆オム焼きそばでハッピーニューイヤー | カリブ（浅草駅） サニー（つくばエクスプレス浅草駅）      | 【OP】雷門の前                                          |
| 31     | 1月14日 | ＜半蔵門＞のコーヒーには海苔チーズトーストがぴったり!    | 可否道 平河町店（永田町駅） 壱番館（半蔵門駅）           | 【OP】半蔵門の前                                        |
| 32     | 2月4日  | ＜四ツ谷＞の雰囲気満点の喫茶店はタマゴサンドも百点満点   | ロン いーぐる                                            | 【OP】四谷駅前交差点                                    |
| 33     | 2月11日 | ＜飯田橋＞のこだわりオムライスは半熟卵がなめらか～!      | カウベル 珈瑠で                                          |                                                         |
| 34     | 2月18日 | ＜駒沢大学＞で魅惑のコーヒーワールドにビックリ仰天～!    | HARMONY ルピナス                                         | 【OP】駒澤大学駒沢キャンパス 【おかわり】2024年10月27日 |
| 35     | 2月25日 | ＜世田谷線沿線＞はハンバーグと生姜焼きが美味しすぎる～!  | カフェアンジェリーナ（世田谷駅） Cafe Steps（若林駅）    | 【OP】世田谷駅前                                        |
| 36     | 3月4日  | ＜小村井＞の喫茶店は料理もママさんの笑顔もステキすぎ～!  | アブロード 芽芽                                          |                                                         |
| 37     | 3月11日 | ＜錦糸町＞の特製ホットケーキにバターを溶かしてトロ～!    | ニット 喫茶マウンテン                                    | 【おかわり】2025年4月27日                               |
| 38     | 3月18日 | ＜清瀬＞のナポリタンとはラーメン＆炒飯がベストフレンド!  | 珈琲亭 梓 喫茶エンゼル                                   |                                                         |
| 39     | 3月25日 | ＜西荻窪＞の特製スパゲッティは創業50年目の新発見!        | ビーイン それいゆ                                        |                                                         |
| 40     | 4月1日  | ＜恵比寿＆神泉＞のこだわりサンドイッチでニッコリ笑顔～!  | 珈琲家族（恵比寿駅） カフェ.ド.ラ.フォンテーヌ（神泉駅） | 【OP】恵比寿駅前                                        |

#### 土曜日 22:00 - 22:30 時代
| 2023年 | 2023年   | 2023年                                                   | 2023年                                                 | 2023年                                                                                       |
| No.    | 放送日   | サブタイトル                                             | 訪問した店                                             | 備考                                                                                         |
| ------ | -------- | -------------------------------------------------------- | ------------------------------------------------------ | -------------------------------------------------------------------------------------------- |
| 41     | 4月15日  | ＜入谷＞の特製ピラフにはハンバーグものってアツアツ～!    | 喫茶レストラン トロント（入谷駅） 喫茶 DEN（鶯谷駅）   | 【OP】入谷一丁目交差点                                                                       |
| 42     | 4月22日  | ＜方南町＞のオムスパは、良いとこどりの喫茶店ドリーム!    | カフェてぃ～えむ cafe&bar Bell                         | 【OP】方南町交差点                                                                           |
| 43     | 5月6日   | ＜登戸＞の鉄板ナポリタンは熱々のジュ～でおいしすぎ～!    | ルグラン 向ヶ丘遊園店（向ヶ丘遊園駅） 五線紙（登戸駅） | 【OP】登戸駅前                                                                               |
| 44     | 5月13日  | ＜府中＞のこだわり雰囲気の喫茶店にはコーヒーがピッタリ!  | コパデ・カフェ（府中駅） 菩提樹（府中本町駅）          | 【OP】府中駅前                                                                               |
| 45     | 6月3日   | ＜西新井大師＞の手作りケーキは美味しすぎでキレイすぎ～!  | Aoi（大師前駅） 珈琲 はんなり（大師前駅）              | 【OP】總持寺 (足立区)                                                                        |
| 46     | 6月10日  | ＜王子＞の特製スパゲティ＆ジュースの誕生秘話にビックリ!  | 喫茶エミー（王子神谷駅） まきや（王子駅）              | 【OP】王子駅前停留場前                                                                       |
| 47     | 6月24日  | ＜小川駅＞のこだわりマスターのコーヒーでホッとひと息～   | 待夢 デナリコーヒー                                    | プロデューサーが間違えて神田小川町にある小川町駅へ行ってしまい、ロケ開始に間に合わなかった。 |
| 48     | 7月1日   | ＜茅場町＞の"うな重"が食べられる喫茶店に歴史あり～!      | よこかわ SUN茶房                                       |                                                                                              |
| 49     | 7月8日   | ＜鷹の台駅＞のお孫さんが手伝う仲良し喫茶店でホッコリ～!  | フランソワ フロール コルベユ                           |                                                                                              |
| 50     | 7月15日  | ＜湯島＞のクロックムッシュはチーズがとろ～りで幸せ～!    | バード（末広町駅） フレンチ ヴォーグ（湯島駅）         | 【OP】湯島天満宮                                                                             |
| 51     | 7月22日  | ＜埼玉浦和＞の特製ホットサンドは野菜ドッサリ美味しすぎ!  | Cafe砂時計 やじろべえ珈琲店                            |                                                                                              |
| 52     | 7月29日  | ＜埼玉・大宮＞は飯尾さんもビックリのナポリタン天国～!    | カフェ＆デリ 伯爵邸 カフェテラスひまつぶし             |                                                                                              |
| 53     | 8月5日   | ＜勝鬨橋＞の先代ママから引き継いだ絶品料理にニッコリ～!  | 喫茶マコ（築地駅） 喫茶キャピタル（勝どき駅）          | 【OP】勝鬨橋                                                                                 |
| 54     | 8月12日  | ＜銀座＞の具がぎっちりサンドウィッチには夢がパンパン～!  | 茶房 絵李花（東銀座駅） みやざわ（新橋駅）             | 【OP】銀座マロニエ通り                                                                       |
| 55     | 8月26日  | ＜千葉松戸＞でパスタセットに特製ケーキもつけて大満足～!  | コーヒーヒヨシ すてんどぐらするーむ かめや             |                                                                                              |
| 56     | 9月2日   | ＜千葉・京成津田沼＞のポークジンジャーは鉄板でジュワ～!  | リバティーハウス ガロ 珈琲屋からす                     |                                                                                              |
| 57     | 9月9日   | ＜横須賀＞のこだわりマスターが淹れるコーヒーは絶品すぎ!  | Cafe de la paix カフェ・コンティニュー                 | 【OP】どぶ板通り                                                                             |
| 58     | 9月16日  | ＜金沢八景＞の絶品エビドリアはチーズが熱々でトロ～リ!    | カフェ・クレオール 喫茶みき                            | 【OP】金沢八景にあるヨットハーバー                                                           |
| 59     | 10月7日  | ＜亀戸＞の水出しアイスコーヒーは"人生を変える味"～!      | ローズカフェ 珈琲道場 侍                               |                                                                                              |
| 60     | 10月14日 | ＜神保町＞の老舗喫茶店が引き継ぐ"思い"と"味"に感激～!    | さぼうる カフェ トロワバグ                             | 【OP】神保町交差点                                                                           |
| 61     | 10月21日 | ＜八王子＞の"こだわり"だらけの喫茶店に思わずニッコリ!    | 自家焙煎 珈琲専門店 憩 カフェテラス コスモス           |                                                                                              |
| 62     | 11月4日  | ＜日野市豊田＞のエレガントな喫茶店で思い出話にドッキドキ | 珈琲ギャラリー ベアトリーチェ 珈琲香楽                 |                                                                                              |
| 63     | 11月11日 | ＜上板橋&中板橋＞で懐かしいケーキをパクっと食べて幸せ!   | 洋風菓子 白鳥（中板橋駅） 喫茶さかもと（上板橋駅）     | 【OP】中板橋駅前                                                                             |
| 64     | 11月18日 | ＜志村三丁目＞の熱々ハンバーグには自家製パンがピッタリ   | 珈琲館 次男房 カフェ・ベルニーニ                       |                                                                                              |
| 65     | 12月2日  | ＜相模大野＞の喫茶店は料理も飲み物もビッグサイズで驚き!  | アンジー トロワアンジュ                                |                                                                                              |
| 66     | 12月9日  | ＜古淵＞のグラタンにはハンバーグが入ってて…もう絶品!     | 喫茶ナチュラル パレット                                |                                                                                              |
| 67     | 12月23日 | ＜国分寺＞の受け継がれるスパイシーカレーが美味しすぎ～!  | ほんやら洞 Rio                                         |                                                                                              |

| 2024年 | 2024年  | 2024年                                                   | 2024年                                                                     | 2024年                                                                                                 |
| No.    | 放送日  | サブタイトル                                             | 訪問した店                                                                 | 備考                                                                                                   |
| ------ | ------- | -------------------------------------------------------- | -------------------------------------------------------------------------- | --- |
| 68     | 1月6日  | ＜千葉・成田＞の特製みつ豆で笑顔のハッピーニューイヤー!  | 珈琲 チルチル 華や                                                         | 【OP】成田山新勝寺                                                                                     |
| 69     | 1月13日 | ＜浅草＞でオムライスを食べながら仲良しご夫婦にホッコリ!  | 純喫茶 マウンテン（つくばエクスプレス浅草駅） カフェ・ド・ラーク（浅草駅） | 【OP】吾妻橋                                                                                           |
| 70     | 1月27日 | ＜茅ヶ崎＞で創業から受け継がれる料理の味にニッコリ～!    | カフェムラサキ（茅ケ崎駅） ブロッサム（香川駅）                            | 【OP】サザンビーチちがさき                                                                             |
| 71     | 2月3日  | ＜藤沢＞で大人気の"あんみつ"には熱いお茶がピッタリ～!    | Fドーリー（藤沢駅） 甘味・喫茶だんけ（藤沢本町駅）                         | 【OP】鵠沼海岸                                                                                         |
| 72     | 2月17日 | ＜千葉・船橋＞の自慢のコーヒーにはこだわりがいっぱい～!  | 喫茶いずみ（塚田駅） モナリザ（京成船橋駅）                                | 【OP】京成船橋駅前                                                                                     |
| 73     | 3月2日  | ＜新宿＞で落語家さんに愛される老舗店のお蕎麦をズルリ～!  | 珈琲専科 メルヘン（東新宿駅） 楽屋（新宿三丁目駅）                         | 【OP】新宿五丁目交差点                                                                                 |
| 74     | 3月9日  | ＜落合＞の特製パスタ&グラタンが美味しすぎて大満足～!     | 喫茶パレット（落合南長崎駅） COFFEE SHOP 舘（中井駅）                      | 【OP】山手通り落合駅付近                                                                               |
| 75     | 3月16日 | ＜千葉・本八幡＞のパワフルなママさんが元気をくれて幸せ!  | 喫茶銀豆（京成八幡駅） ミナレット（本八幡駅）                              | 【OP】本八幡駅前                                                                                       |
| 76     | 4月6日  | ＜福岡・博多＞に初上陸!超老舗店の雰囲気にビックリ!       | カフェ ブラジレイロ（呉服町駅） 珈琲のシャポー 土居町本店（中洲川端駅）    | 【OP】博多駅前                                                                                         |
| 77     | 4月13日 | ＜福岡・小倉＞名物カレードリアが熱々トローンで最高～!    | 紫留来（平和通駅） ビボ VIVO（西小倉駅）                                   | 【OP】小倉城天守閣にあるカフェコーナー                                                                 |
| 78     | 4月20日 | ＜川口&西川口＞の手作りピザは"トマトピザ"がイチオシ!     | カフェ エトルア（西川口駅） オレンジ（川口駅）                             | 【OP】西川口駅前                                                                                       |
| 79     | 4月27日 | ＜埼玉・蕨＞で皆さんの胃袋を支えるレトロ喫茶店にワォ～!  | とも 喫茶 クラウン                                                         | |
| 80     | 5月4日  | ＜横浜市戸塚＞の昭和なナポリタンは懐かしの太麺で最高～!  | 純喫茶モネ 珈琲貴族 戸塚店                                                 | |
| 81     | 5月11日 | ＜横浜・阪東橋&吉野町＞の雰囲気満点な老舗店でニッコリ!   | コーヒーショップいわき（阪東橋駅） カフェ カベー（吉野町駅）               | 【OP】横浜橋通商店街                                                                                   |
| 82     | 5月18日 | ＜神田＞の老舗喫茶店の"元祖のりトースト"に感激～!        | 珈琲専門店 エース 神田珈琲園 神田北口店                                    | |
| 83     | 5月25日 | ＜田原町＞通いたくなる喫茶店の"誕生秘話"にビックリ～!    | 寿花 ウカンムリ                                                            | かっぱ橋道具街                                                                                         |
| 84     | 6月8日  | ＜千葉・本千葉＞で熱々スパゲティグラタンにフーフー!      | カフェ ハイジ 貴族館                                                       | |
| 85     | 6月15日 | ＜千葉・県庁前＞のフルーツサンドが美味しすぎてニッコリ～ | 喫茶ブラジル ブーケ                                                        | |
| 86     | 6月22日 | ＜京急空港線沿線＞のこだわりコーヒーが美味しすぎる～!    | 茶房 亜寿加（大鳥居駅） カフェ プランタン（糀谷駅）                        | 【OP】京急空港線の某所踏切脇                                                                           |
| 87     | 6月29日 | ＜梅屋敷＞の話し上手な店主さんの特製エビピラフに大興奮!  | ポルシェ 珈琲苑                                                            | 【OP】梅屋敷梅交会商店街                                                                               |
| 88     | 7月6日  | ＜板橋区蓮根＞の歴史あるエビフライ&ハンバーグに大満足!   | 喫茶はすね ファニー                                                        | 【OP】蓮根川緑道（へび公園）                                                                           |
| 89     | 7月20日 | ＜大塚＞の特製ドリアは手作りのホワイトソースが決め手!    | COFFEE HOUSE ボギー（大塚駅） モーニング・サン（新大塚駅）                 | 【OP】大塚駅前                                                                                         |
| 90     | 7月27日 | ＜新小岩＞で食べる特製ビーフシチューは"明るくて旨い"!    | スプーン コーヒーランド                                                    | |
| 91     | 8月3日  | ＜浅草橋＞の愛情いっぱいコロッケが美味しすぎてホッコリ!  | 葦 SMELL                                                                   | 【OP】浅草橋 「東京・下町SP」と題し、2022年12月17日放送「御徒町」（22:30 - 22:54）との二本立てで放送。 |
| 92     | 8月10日 | ＜横浜・鶴見＞のホットケーキには特製生クリームがピッタリ | 珈琲苑 珈琲専門店 山百合                                                   | |
| 93     | 8月17日 | ＜横浜・子安＞の電車が見える喫茶店のピザトーストが最高!  | 喫茶ミネ（子安駅） カフェてんだぁ（大口駅／子安駅）                        | |
| 94     | 9月7日  | ＜荒川沿い＞のフレンチトーストはお洒落でとっても大人気!  | 珈琲ワンモア（平井駅） 喫茶イエス（船堀駅）                                | 【OP】荒川の土手某所土手                                                                               |
| 95     | 9月14日 | ＜千葉松戸＞の3代受け継がれてきた喫茶店でホッコリ～!     | カフェ・ド・パルファン 喫茶 富士                                           | |
| 96     | 9月28日 | ＜神奈川鶴巻温泉＞の特製カレーは“どて煮”が決め手の逸品   | Summer City 洋菓子＆喫茶 アンドリアン                                      | 22:10 - 22:40 【OP】弘法の里湯の足湯                                                                   |

#### 日曜日 17:45 - 18:15 時代
| 2024年 | 2024年   | 2024年                                                   | 2024年                                                   | 2024年                                   |
| No.    | 放送日   | サブタイトル                                             | 訪問した店                                               | 備考                                     |
| ------ | -------- | -------------------------------------------------------- | -------------------------------------------------------- | ---------------------------------------- |
| 97     | 10月6日  | ＜有楽町・東京交通会館＞は魅力的なレトロ喫茶店がいっぱい | ローヤル ジュン喫茶室                                    |                                          |
| 98     | 10月13日 | ＜千住＞の外国人さんが集まる喫茶店でHow are you?         | cafe Muse（南千住駅） カフェ・コバ・ガーデン（北千住駅） | 【OP】千住大橋                           |
| 99     | 10月20日 | ＜神奈川・厚木＞の川沿いの喫茶店でこだわり特製カレーを!  | 金港堂珈琲（本厚木駅／厚木駅） なよたけ（本厚木駅）      | 【OP】相模大橋                           |
| 100    | 11月3日  | ＜埼玉・飯能＞の母から引き継いだお店で特製オムライスを!  | Cafe' Y's Garden（武蔵横手駅） コーヒー苑（飯能駅）      | 【OP】ムーミンバレーパーク               |
| 101    | 11月10日 | ＜東京・東大和市＞の特製ケーキの名付け親に飯尾さんが!    | えごの樹 どっぽ                                          |                                          |
| 102    | 11月17日 | ＜福島・会津若松＞の城下町の歴史ある喫茶店にビックリ!    | 會津壹番館（七日町駅） 珈琲館ひろ（会津若松駅）          | 【OP】若松城                             |
| 103    | 11月24日 | ＜福島・喜多方＞の蔵造りの喫茶店は雰囲気満点でステキ～!  | 珈琲藏ぬりの里 オールドハウス                            | 【OP】喜多方にある某飲食店前             |
| 104    | 12月1日  | ＜東京・狛江市＞のカルボナーラが美味しすぎてペッコリ～!  | Madoka CAFE&HERB（狛江駅） タウンカフェ（喜多見駅）      | 【OP】狛江駅前                           |
| 105    | 12月8日  | ＜高円寺＞はマスターご夫婦の歴史とミックスサンドが最高!  | 喫茶ばらーど 珈琲あろうむ                                |                                          |
| 106    | 12月15日 | ＜神奈川・江の島＞看板猫がカワイイお店は雰囲気も満点     | カフェーマル（片瀬江ノ島駅） House MON（湘南江ノ島駅）   | 【OP】片瀬東浜海水浴場                   |
| 107    | 12月22日 | ＜神奈川・平塚＞の特製パスタに思わず“生きててよかった”   | 喫茶シャポー けやきの杜                                  | 【OP】湘南ベルマーレひらつかビーチパーク |

| 2025年 | 2025年  | 2025年                                                   | 2025年                                                                     | 2025年                                   |
| No.    | 放送日  | サブタイトル                                             | 訪問した店                                                                 | 備考                                     |
| ------ | ------- | -------------------------------------------------------- | -------------------------------------------------------------------------- | ---------------------------------------- |
| 108    | 1月12日 | ＜静岡・熱海＞の老舗喫茶店で…大満足の"喫茶始め"!         | サンバード（熱海駅／来宮駅） 珈琲しょっぷ たむら（来宮駅）                 | 【OP】熱海駅前の足湯                     |
| 109    | 1月19日 | ＜静岡・伊東＞の想像と違う…特製カルボナーラにビックリ!   | ヤマモトコーヒー 一番館（伊東駅） うずら（宇佐美駅）                       | 【OP】ハトヤホテルの前                   |
| 110    | 1月26日 | ＜新御徒町＞の焼きナポリタンが熱々でビックリ&美味しすぎ  | カフェドペルシュ（仲御徒町駅） コーヒー長谷川（新御徒町駅）                | 【OP】新御徒町駅入口                     |
| 111    | 2月2日  | ＜千葉・木更津＞で明るい女将さんの特製ハンバーグをペロリ | コーヒーショップ&レストラン トルー 木𫞂舎                                  | 【OP】鳥居崎海浜公園                     |
| 112    | 2月9日  | ＜千葉・市原市＞で特製の"タンタン"なパスタにニッコリ     | 珈琲専科ドール辰巳台店（ちはら台駅） カフェ トリトン（上総村上駅）         | 【OP】小湊鉄道線の某所踏切脇             |
| 113    | 2月23日 | ＜横浜・磯子＞で79歳のマスターが作る磯子の逸品に仰天     | 喫茶店 女屋 カフェ洗濯船                                                   | 【OP】磯子区の根岸湾岸                   |
| 114    | 3月2日  | ＜横浜・戸部＞の老舗店で美味しい料理のオンパレード～!    | 樹根巣 珈琲専科 Public House KALDEY                                        | 【OP】戸部杉山神社                       |
| 115    | 3月9日  | ＜等々力＞のロマン溢れる喫茶店でママさんとホッコリ笑顔!  | 喫茶ロマン SALOON western club                                             | 【OP】等々力渓谷                         |
| 116    | 3月16日 | ＜東急多摩川線沿線＞でフランス仕込みのメニューに大満足   | カフェ ポルカ（鵜の木駅） ハッピー珈琲（下丸子駅）                         | 【OP】沼部駅・鵜の木駅間線路沿い         |
| 117    | 3月23日 | ＜大山＞の笑い声いっぱいの喫茶店で飯尾さんもニッコリ～!  | ティーハウス ベリーベリー こ～ひ～処ひとやすみ                             | 【OP】ハッピーロード大山商店街           |
| 118    | 3月30日 | ＜学習院大学周辺＞の老舗店のマスターにビックリの歴史あり | CAFE HAGI（目白駅） コーヒーショップ般若（学習院下停留場）                 | 【OP】学習院大学目白キャンパスの正門前   |
| 119    | 4月6日  | ＜富山県富山市＞昭和10年創業の名店で特製スパに感激       | 喫茶チェリオ（グランドプラザ前停留場） イソップ&赤田屋（大手モール停留場） | 【OP】北日本放送本社の玄関前             |
| 120    | 4月13日 | ＜富山県高岡市＞の雰囲気バツグンの老舗店で手作りケーキ   | カフェ くらうん（越中中川駅） 香芳茶（越中中川駅）                         | 【OP】高岡大仏のある大佛寺 (高岡市)      |
| 121    | 4月20日 | ＜東京・神保町＞の名店で引き継がれる特製カレーに感動!    | Tea House TAKANO（神保町駅） 喫茶プペ（竹橋駅／神保町駅）                  | 【OP】神保町交差点                       |
| 122    | 5月4日  | ＜東京・板橋本町＞の夫婦で支える名店でホッとひと息～!    | フォルティシモ カフェf                                                     | 【OP】本町街かど公園                     |
| 123    | 5月11日 | ＜埼玉・春日部＞ニッコリ笑顔の店主さんが引き継ぐ名店!    | 花時計 珈琲処ふなこし                                                      |                                          |
| 124    | 5月18日 | ＜埼玉・久喜市＞で歴史ある熱々鉄板スパゲティーに大満足   | Café陽だまり（久喜駅） 珈琲茶房ハーモニー（栗橋駅）                        | 【OP】鷲宮神社                           |
| 125    | 6月1日  | ＜東京・笹塚＞のこだわりマスターのサンドウィッチに感激!  | 珈琲専門店 雅 南蛮茶館                                                     |                                          |
| 126    | 6月8日  | ＜東京・布田＞の特製キーマカレーは目玉焼きが決め手!      | Cafe＆Kitchen加菜（国領駅） 珈琲 和光（布田駅）                            |                                          |
| 127    | 6月15日 | ＜横浜市青葉台＞の特製"ぬーどる"のナポリタンにビックリ   | ジョルニカフェ 玄 ぐらん・あみ                                             |                                          |
| 128    | 6月22日 | ＜相鉄本線沿線＞の何でも手作りのこだわりマスターに仰天!  | 温故知新珈琲（二俣川駅） 珈心館（三ツ境駅）                                | 【OP】相鉄本線の某所線路沿い             |
| 129    | 7月6日  | ＜東京・浅草＞の老舗で受け継がれる歴史ある味に感激～!    | 浅草喫茶店 金龍 喫茶あかね                                                 | 【OP】浅草フランス座演芸場東洋館の前     |
| 130    | 7月13日 | ＜東京・本所吾妻橋＞で特製ホットケーキ&クリームソーダ!   | ブラウン喫茶デルコッファー café & bar ポピー                               |                                          |
| 131    | 7月20日 | ＜神奈川・小田原＞でカレー&ナポリタンの贅沢半々ランチ    | 呉地珈琲（小田原駅） COFFEE HOUSE 砂時計（足柄駅）                         | 【OP】小田原城址公園                     |
| 130    | 8月3日  | ＜神奈川・新松田＞の駅前には素敵なママさんの老舗店あり!  | 喫茶モンタナ café asahi                                                    |                                          |
| 131    | 8月10日 | ＜広島・広島市＞に初進出!名店のお好み焼風スバゲッティ    | シャモニーモンブラン本店（八丁堀停留場） ツバイ G線（紙屋町西停留場）      | 【OP】MAZDA Zoom-Zoom スタジアム広島の前 |

### スペシャル放送
| # | 放送日          | 放送時間      | タイトル                                                                      | 訪問した店                                                                                       | ゲスト                                                                        | 備考                                                                          |
| - | --------------- | ------------- | ----------------------------------------------------------------------------- | ------------------------------------------------------------------------------------------------ | ----------------------------------------------------------------------------- | ----------------------------------------------------------------------------- |
| 1 | 2022年 10月1日  | 10:30 - 11:00 | 飯尾和樹の『ずん喫茶』コーヒーの日SP ＜京都＞のカツカレーは夢のご褒美～!      | 喫茶チロル（二条城前駅） 喫茶 静香（北野白梅町駅）                                               | -                                                                             | 【OP】祇園巽橋                                                                |
| 2 | 2022年 12月31日 | 18:00 - 18:55 | 飯尾和樹の『ずん喫茶』大みそかSP ＜鎌倉＞で2022年に笑顔でセイグッバイ!        | カフェ・ロマーノ（鎌倉駅） 侘助（北鎌倉駅） 樹（長谷駅）                                         | ウド鈴木（キャイ〜ン）                                                        | 【OP】鶴岡八幡宮                                                              |
| 3 | 2023年 4月29日  | 22:00 - 22:54 | 飯尾和樹の『ずん喫茶』昭和の日SP ＜大阪＞に初上陸でご当地メニューに大興奮～!  | シェモア（近鉄日本橋駅） 喫茶 ブラザー（恵美須町駅） ザ・ミュンヒ（八尾駅）                      | -                                                                             | 【OP】戎橋                                                                    |
| 4 | 2023年 12月31日 | 22:00 - 23:30 | 飯尾和樹の『ずん喫茶』大みそかSP ＜札幌＆東京＞でオードリー春日と年越し珈琲!  | 飯尾和樹の『ずん喫茶』大みそかSP ＜札幌＆東京＞でオードリー春日と年越し珈琲!                     | 飯尾和樹の『ずん喫茶』大みそかSP ＜札幌＆東京＞でオードリー春日と年越し珈琲!  | 飯尾和樹の『ずん喫茶』大みそかSP ＜札幌＆東京＞でオードリー春日と年越し珈琲!  |
| 4 | 2023年 12月31日 | 22:00 - 23:30 | ＜札幌＞に初上陸!雪の降る中、最高の年越しコーヒーを!                          | 純喫茶オリンピア（札幌駅） コーヒーハウス ミルク（北18条駅） 独多日（北34条駅）                  | -                                                                             | 【OP】北海道庁旧本庁舎                                                        |
| 4 | 2023年 12月31日 | 22:00 - 23:30 | ＜東京＞オードリー春日と年内最後のご褒美料理にホッコリ!                       | カフェテリア ニューストン（両国駅） カフェテラスウィーン（三河島駅）                             | 春日俊彰（オードリー）                                                        |                                                                               |
| 5 | 2024年 12月31日 | 22:00 - 23:30 | 飯尾和樹の『ずん喫茶』大みそかSP ＜東京＆長崎＞佐藤栞里さんと笑顔で喫茶店納め | 飯尾和樹の『ずん喫茶』大みそかSP ＜東京＆長崎＞佐藤栞里さんと笑顔で喫茶店納め                    | 飯尾和樹の『ずん喫茶』大みそかSP ＜東京＆長崎＞佐藤栞里さんと笑顔で喫茶店納め | 飯尾和樹の『ずん喫茶』大みそかSP ＜東京＆長崎＞佐藤栞里さんと笑顔で喫茶店納め |
| 5 | 2024年 12月31日 | 22:00 - 23:30 | ＜東京＞佐藤栞里さんと美味しい料理と笑顔で喫茶店納め!                         | 喫茶アン（大泉学園駅） エリエート（末広町駅）                                                    | 佐藤栞里                                                                      |                                                                               |
| 5 | 2024年 12月31日 | 22:00 - 23:30 | ＜長崎＞に初進出!歴史ある長崎グルメに大満足でニッコリ!                        | カフェ·ド·シェル（大橋停留場） ツル茶ん 本店（思案橋停留場） 喫茶 ニューポート（めがね橋停留場） | -                                                                             | 【OP】眼鏡橋                                                                  |

## 放送局
| 放送時間                     | 放送局              | 放送対象地域 | 系列           | 備考                |
| ---------------------------- | ------------------- | ------------ | -------------- | ------------------- |
| 日曜 17:45 - 18:15           | BSテレ東            | 日本全域     | BSデジタル放送 | 制作局 / 2K・4K放送 |
| 土曜 1:23 - 1:53（金曜深夜） | テレビ北海道（TVh） | 北海道       | テレビ東京系列 | [ 注 18 ]           |
| 土曜 11:00 - 11:30           | 北日本放送（KNB）   | 富山県       | 日本テレビ系列 | [ 注 19 ]           |
| 日曜 5:00 - 5:30             | テレビ静岡（SUT）   | 静岡県       | フジテレビ系列 | [ 注 20 ]           |
| 木曜 18:25 - 18:55           | 岐阜放送（GBS）     | 岐阜県       | 独立局         | [ 注 21 ]           |
| 木曜 2:05 - 2:35（水曜深夜） | テレビ愛知（TVA）   | 愛知県       | テレビ東京系列 |                     |
| 月曜 10:00 - 10:30           | 奈良テレビ（TVN）   | 奈良県       | 独立局         | [ 20 ]              |
| 火曜 9:55 - 10:25            | 中国放送（RCC）     | 広島県       | TBS系列        | [ 注 22 ]           |
| 水曜 17:00 - 17:26           | テレビ和歌山（WTV） | 和歌山県     | 独立局         | [ 22 ]              |
| 不定期放送                   | TVQ九州放送（TVQ)   | 福岡県       | テレビ東京系列 | [ 注 23 ]           |

- BSテレ東での放送終了後、ネットもテレ東、TVer、GYAO!にて1週間限定で見逃し配信が行われている。

### 過去のネット局
※いずれの局も遅れネット。
| 放送期間                      | 放送時間           | 放送局                | 放送対象地域 | 系列           | 備考             |
| ----------------------------- | ------------------ | --------------------- | ------------ | -------------- | ---------------- |
| 2022年4月 - 9月               | 水曜 15:25 - 15:55 | 青森テレビ（ATV）     | 青森県       | TBS系列        | [ 注 24 ]        |
| 2022年10月1日 - 15日          | 土曜 6:00 - 6:30   | 山形テレビ（YTS）     | 山形県       | テレビ朝日系列 | [ 注 25 ]        |
| 2022年10月1日 - 2023年3月25日 | 土曜 7:00 - 7:30   | 北陸放送（MRO）       | 石川県       | TBS系列        | [ 注 26 ]        |
| 2022年9月18日 - 2022年10月2日 | 日曜 12:25 - 12:54 | テレビ東京（TX）      | 関東広域圏   | テレビ東京系列 | [ 注 27 ] [ 10 ] |
| 不明 - 2023年3月              | 土曜 10:45 - 11:15 | 岩手朝日テレビ（IAT） | 岩手県       | テレビ朝日系列 | [ 注 28 ]        |
| 不明 - 2024年9月              | 木曜 15:15 - 15:45 | 福島テレビ（FTV）     | 福島県       | フジテレビ系列 | [ 注 29 ]        |

## スタッフ
- 構成：河口ワタル、槇原レン
- 編集：田部沙織、安田未来【週替わり】
- MA：高橋依里、井上祐太【週替わり】
- 音響効果：岩下康洋（pinpoon）
- 技術協力：イメージランド、RAFT
- 編成：常松愛
- 宣伝：町田晃子
- デスク：宮崎彩
- AD：熊本あい、平田桜子、坪井美哉【週替わり】
- ディレクター：山条智也、浜一希、大塚華子、川崎貴博、菅原有太、浅野有紀、新田祐士、菊地咲希、岡田康行、樋口諒、熊谷博輝、千葉裕美 (チーフAD兼務)【週替わり】
- 演出：杉浦智、馬渕武良
- プロデューサー：鈴木拓也、黒木明紀
- 制作協力：NON PRO.
- 製作著作：BSテレ東